# Anarmodia inferioralis
Anarmodia inferioralis là một loài bướm đêm trong họ Crambidae.